# Antonia Febre y Orozco
Antonia Febre y Orozco fou una cantant espanyola dels segle xviii.
Va adquirir gran renom en la interpretació de tonades, i també cultivà el gènere seriós, arribant a distingir-se en aquest fins al punt de ser nomenada el 1791 cantant de los Sitios Reales, i d'actuar amb notabilitats de l'època en el teatre de los Caños del Peral de Madrid, avui Teatro Real.